# زندگی من با پسران والتر
زندگی من با پسران والتر (به انگلیسی: My Life with the Walter Boys) یک مجموعه تلویزیونی درام نوجوانان آمریکایی است که در ۷ دسامبر ۲۰۲۳ در نتفلیکس پخش شد. این مجموعه درام که در مورد افرادی در دوران بلوغ می‌باشد، اقتباسی از یک رمان به همین نام نوشته علی نواک در سال ۲۰۱۴ است، این رمان برای اولین بار در وب‌سایت واتپد منتشر شد. این سریال داستان جکی هاوارد (نیکی رودریگز) را نمایش می‌دهد که یک دختر نوجوان اهل منهتن است و به تازگی یتیم شده و پس از اینکه توسط خانواده والترز، متشکل از هفت پسر و یک دختر پذیرفته می‌شود به روستایی در کلرادو نقل مکان می‌کند. این سریال توسط ملانی هالسال ساخته شده است. در این فیلم نیکی رودریگز، نوآ لالوند، اشبی جنتری و آلیشا نیوتن به ایفای نقش پرداخته‌اند. در دسامبر ۲۰۲۳، این سریال برای فصل دوم تمدید شد.

## بازیگران و شخصیت‌ها

### اصلی
- نیکی رودریگز در نقش جکی هاوارد، نوجوانی ۱۵ ساله که پس از از دست دادن خانواده اش در یک تصادف رانندگی در شهر نیویورک، به سیلور فالز، کلرادو نقل مکان می‌کند. او تلاش می‌کند تا با محیط جدید خود سازگار شود، زیرا سعی می‌کند دوستان جدیدی پیدا کند و دردهای خود را التیام بخشد
- نوآ لالوند در نقش کول والتر، دوقلوی برادر دنی که قبلاً در دبیرستان سیلور فالز فوتبال بازی می‌کرد، اما پس از یک آسیب دیدگی زندگی فوتبالی اش به پایان رسید.
- اشبی جنتری در نقش الکس والتر، یک آدم کتاب‌خوان
- جانی لینک در نقش ویل والتر، فارغ‌التحصیل کالج و نامزدی برای ازدواج با هیلی. او بر تبدیل شدن به یک تاجر و کارآفرین متمرکز شده است و روابطش با هیلی را تحت فشار قرار می‌دهد.
- کوری فوگلمنیس در نقش ناتان والتر، پسری آشکارا همجنس‌گرا که بعداً به صرع مبتلا می‌شود.
- کانر استانهوپ در نقش دنی والتر، همزاد برادر کول که خواهان حرفه بازیگری است
- زوئی سوول در نقش هیلی یانگ، نامزد ویل
- جیلان ایوانز در نقش اسکایلار، نوجوانی که مصمم است به گوینده ای تبدیل شود که دوست جکی و معشوقه ناتان می‌شود.
- سارا رافرتی در نقش کاترین والتر، دامپزشک، همسر جورج و قیم قانونی جکی. او بهترین دوست مادر جکی بود و سعی می‌کند به جکی کمک کند
- مارک بلوکاس در نقش جورج والتر، شوهر کاترین و قیم قانونی جکی. او با مسائل مالی مربوط به زمین خانوادگی آنها دست و پنجه نرم می‌کند.

### فرعی
- الکس کویجانو در نقش ریچارد، دایی جکی
- مایلز پرز در نقش لی گارسیا، برادرزاده (احتمالا) جورج والتر که با آنها زندگی می‌کند
- ایزاک آرلانز در نقش آیزاک گارسیا، برادر لی که او نیز با خانواده والترز زندگی می‌کند
- اشلی هالیدی در نقش تارا، مشاور راهنمایی در دبیرستان سیلور فالز

دین پتریو در نقش جردن والتر، لنیکس جیمز در نقش بنی والتر، کوچک‌ترین برادر والتر، و آلیکس وست لفلر در نقش پارکر والتر، نقش آفرینی می‌کنند. آلیشا نیوتن در نقش ارین، شبه دوست دختر کول، و گابریل جاسینتو در نقش اولیویا، بهترین دوست ارین، همبازی می‌شوند. میا لو در نقش کیلی، بهترین دوست الکس از زمان مهدکودک بازی می‌کند.

## اپیزودها
| شم. | عنوان                 | کارگردان      | نویسنده                                                             | تاریخ پخش اصلی |
| --- | --------------------- | ------------- | ------------------------------------------------------------------- | -------------- |
| ۱   | «به کلرادو خوش آمدید» | جری سیکوریتی  | ملانی هالسال                                                        | ۷ دسامبر ۲۰۲۳  |
| ۲   | «یه خورده زندگی کن»   | جری سیکوریتی  | ملانی هالسال                                                        | ۷ دسامبر ۲۰۲۳  |
| ۳   | «تأثیر کول»           | نیمیشا موکرجی | جردن رز چندلر                                                       | ۷ دسامبر ۲۰۲۳  |
| ۴   | «نوزده»               | نیمیشا موکرجی | جاناتان رزلر                                                        | ۷ دسامبر ۲۰۲۳  |
| ۵   | «روز شکرگزاری»        | جری سیکوریتی  | تانیا باتاچاریا و علی لاونتول                                       | ۷ دسامبر ۲۰۲۳  |
| ۶   | «بار سفر»             | جری سیکوریتی  | جسیکا سوگز                                                          | ۷ دسامبر ۲۰۲۳  |
| ۷   | «شایعات شهر کوچیک»    | وینیفرد یانگ  | کلسی بری                                                            | ۷ دسامبر ۲۰۲۳  |
| ۸   | «بیرون چرخیدن»        | وینیفرد یانگ  | تله‌پلی توسط: جاناتون روسلر و جردن راس شیندلر داستان از: گریس کاندون | ۷ دسامبر ۲۰۲۳  |
| ۹   | «تغییرات»             | جیسون پریستلی | تانیا باتاچاریا و علی لاونتول                                       | ۷ دسامبر ۲۰۲۳  |
| ۱۰  | «مثل همیشه خوشحال»    | جیسون پریستلی | ملانی هالسال                                                        | ۷ دسامبر ۲۰۲۳  |